# Chiaroscuro (Kantxeli)
Chiaroscuro per a violí o viola i orquestra de cambra va ser compost per Guia Kantxeli el 2010. La primera interpretació va tenir lloc el 12 de setembre de 2010 a Dubrovnik, amb Julian Rachlin al violí i l'Academy of St Martin in the Fields dirigits per Ryan McAdams.
Chiaroscuro va ser concebuda inicialment com una composició per a quartet de corda. El mateix any 2010, Kantxeli en va fer una versió per a violí o viola i orquestra de cambra, pensada per a Julian Rachlin, i el 2011 en va adaptar una altra per a viola i orquestra de cambra dedicada a Iuri Baixmet. Gidon Kremer la va interpretar de nou el 25 de gener de 2012 a Brussel·les amb la Kremerata Baltica.
Chiaroscuro deu el seu títol a les tècniques pictòriques més associades amb el renaixement i el barroc, amb els dramàtics contrastos de foscor, llum i ombra que creen un paral·lelisme visual amb aquesta música. Rembrandt en fou un dels primers mestres, sovint ocultant parts dels rostres amb foscor per crear efectes dramàtics.

## Versió per a quartet de corda
Va ser un encàrrec d’I Teatri de Reggio Emilia per al 9è Concurs Internacional de Quartets de Corda
Premio Paolo Borciani. Es va estrenar el juny de 2011 a Reggio Emilia. Té una durada d'uns 10 minuts.